# Монтакуїла
Монтакуїла (італ. Montaquila) — муніципалітет в Італії, у регіоні Молізе,  провінція Ізернія.
Монтакуїла розташована на відстані близько 145 км на схід від Рима, 50 км на захід від Кампобассо, 11 км на захід від Ізернії.
Населення — 2465 осіб (2014).

## Демографія
Населення за роками:

Станом на 1 січня 2023 року в муніципалітеті офіційно проживали 83 іноземці з 13 країн, серед них 17 громадян країн Євросоюзу та 4 громадяни України.

## Сусідні муніципалітети
- Коллі-а-Вольтурно
- Філіньяно
- Монтеродуні
- Поцциллі